# Stato stazionario (economia)

Le risorse naturali fluiscono attraverso l'economia e finiscono come rifiuti e inquinamento

L'economia di stato stazionario è un sistema economico dimensionato in modo relativamente stabile. Il termine si riferisce in genere ad una economia nazionale, ma può essere applicato anche al sistema economico di una città, una regione o di tutto il pianeta.
In macroeconomia ci si riferisce al concetto di crescita di stato stazionario per indicare situazioni nelle quali si verifica l'uguaglianza tra tasso di crescita dello stock di capitale (capitale investito) e tasso di crescita della produzione (PIL). In un'economia di stato stazionario non si verificano accelerazioni o decelerazioni dei due tassi di crescita.
Secondo il modello neoclassico,  ciò avviene per elasticità dei fattori di produzione che sommano a uno, uguagliano la somma dei tassi di crescita della forza lavoro e del progresso tecnologico.
Secondo il modello di crescita Solow-Swan (che prende il nome da Robert Solow e Trevor Swan), l'economia di stato stazionario è il punto di arrivo di lungo termine di un sistema economico. Se un sistema economico nasce allontanandosi dallo stato stazionario, progressivamente vi si avvicinerà.

## Caratteristiche fisiche
L'economia dello stato stazionario è un concetto totalmente legato alla fisica. Eventuali componenti non-fisiche di un sistema economico (ad esempio, la conoscenza) possono crescere indefinitamente, mentre le componenti fisiche (come le risorse naturali, le popolazioni umane, e gli stocks di capitale generati dagli esseri umani) sono vincolate alle leggi della fisica e sono obbligate da relazioni ecologiche. Un'economia può raggiungere uno stato stazionario dopo un periodo di crescita o dopo un periodo di ridimensionamento o decrescita. L'obiettivo ideale è che un sistema economico sia mantenuto all'interno di una scala di sostenibilità che non superi i limiti ecologici.
Gli economisti utilizzano il prodotto interno lordo o PIL per misurare in dollari o in qualche altra unità monetaria, le dimensioni di una economia. Il PIL in termini reali - che è il valore del PIL detratto del valore dell'inflazione - in un'economia di stato stazionario rimane ragionevolmente stabile, senza una crescita e senza una decrescita di anno in anno. Herman Daly, uno dei fondatori dell'economia ecologica ed uno dei critici di primo piano dell'economia neoclassica, definisce una economia di stato stazionario, come

... Un'economia con stocks costanti di persone e artefatti, mantenuta a determinati, desiderati e sufficienti livelli, da bassi tassi del "flusso" di mantenimento in quello stato, ovvero i flussi di materia ed energia più bassi possibili dalla prima fase della produzione all'ultima fase del consumo. "

L'economia dello stato stazionario, quindi, mira ad avere livelli stabili o mediamente fluttuanti di popolazione e consumo di energia e materiali. Parità tra natalità e mortalità nella popolazione e parità tra risparmio/investimento e deprezzamento.